# Ivan Vrhovec
Ivan Vrhovec, slovenski profesor in zgodovinar, * 21. maj 1853, Spodnje Poljane pri Ljubljani, † 19. september 1902, Ljubljana.

## Življenjepis
Rodil se je očetu kmetu in vozniku Andreju ter materi Mariji (rojena Črnjak). Vrhovec je med letoma 1873 in 1876 študiral zgodovino, zemljepis in slovenski jezik na Dunaju. Leta 1886 je postal profesor zgodovine na novomeški gimnaziji. Leto za tem se je poročil z Amalijo Razpet, hčerjo okrajnega zdravnika Martina Razpeta.
Poleg službe je bil Vrhovec dejaven tudi na področju kulture in velja za enega najbolj prizadevnih organizatorjev kulturnega življenja v Novem mestu v tistem času. Novo mesto je po njegovi zaslugi, in po zaslugi njegovih sodelavcev z gimnazije, ponovno dobilo gledališče, katerega delovanje je pred tem povsem zamrlo. Gimnazijski gledališki odsek je pripravil več gledaliških predstav, o katerih so poročale tudi Dolenjske novice. Sam je bil igralec, dramaturg in režiser hkrati.
Poleg kulturnega dela je ostal dejaven tudi na raziskovalnem področju. Leta 1888 je v Ljubljanskem zvonu objavil spis v treh nadaljevanjih z naslovom Francozi v Novem mestu. Leta 1891 je izdal svoje temeljno delo z naslovom Zgodovina Novega mesta, ki je še danes pomemben vir za preučevanje zgodovine mesta od njegove ustanovitve leta 1365 do francoske okupacije leta 1813. Vrhovec je pri pisanju uporabil tudi arhivske vire, ki so bili kasneje izgubljeni.
Napisal je tudi nekaj učbenikov za srednjo šolo, februarja 1895 pa je bil imenovan za konservatorja zgodovinskih in posvetnih spomenikov. Pozimi istega leta se je pri padcu poškodoval in dobil kronično vnetje hrbteničnega mozga. Zaradi tega se ni mogel več aktivno udejstvovati pri svojih dejavnostih. Leta 1897 je zato zapustil Novo mesto in se vrnil v Ljubljano. Tam je nadaljeval s poučevanjem. Postal je profesor na klasični gimnaziji, nadaljeval pa je tudi z raziskovalnim delom, katerega rezultat so bili številni članki.
Po njem se danes imenuje ulica v Novem mestu.

## Delo
Zoran ali Kmetska vojska na Slovenskem, drama